# Дзьосекі

Фрагмент фусекі з партії професіоналів. Пронумеровані ходи в правому верхньому куті утворюють дзьосекі (насправді в партії вони були зіграні не в такій послідовності).

Дзьосекі (яп. 定石, 定跡（じょうせき, стандартна побудова) — усталений варіант розіграшу локальних позицій у грі го.
Вважається, що дзьосекі дають приблизно рівний результат для обох супротивників, хоча оцінки дзьосекі й змінюються з часом.
Найчастіше дзьосекі розігруються в кутах, але існують також дзьосекі для сторін. Термін дзьосекі середини гри застосовується щодо стандартної послідовності ходів, наприклад, при обмеженні зони впливу супротивника, вторгненнях тощо.
Існує багата література, присвячена аналізу дзьосекі та позицій, які після них виникають.
Знання дзьосекі економить час і сили в грі, хоча існує прислів'я: «У майстрів немає дзьосекі». Сенс цього твердження в тому, що найсильніші гравці завжди грають так, як вимагає позиція без огляду на те, чи приведений даний варіант в довідниках.